# Piel
Piel é uma telenovela venezuelana produzida pela Marte Televisión e exibida pela Venevisión entre 8 de setembro de 1992 e 22 de abril de 1993.
Foi protagonizada por José Luis Rodríguez, Alba Roversi, Eduardo Serrano e Astrid Gruber.

## Sinopse
A antiga rivalidade de duas famílias altera a tranquilidade de uma vila de pescadores venezuelana. Em meio a essa rivalidade, Camila Volcán, uma menina que é a filha dos chefes dessas duas famílias opostas. Camila crescerá e se tornará uma mulher linda e uma repórter ambiciosa.
Dolorosamente abandonada pelo seu primeiro amor, Camila dará à luz uma menina e se tornará um profissional de sucesso. Junto com o sucesso virá novamente o amor de sua vida, pois encontrará o repórter Vicente Matamoros.
Mas o sangue da família que Camila nunca soube persegui-la, tendo que lidar com difíceis enfrentamentos, mortes, paixões escondidas e segredos dolorosos. Todos esses fatos podem destruí-la ou torná-la uma mulher mais forte e mais ambiciosa.

## Elenco
- José Luis Rodríguez - Vicente
- Alba Roversi - Camila
- Eduardo Serrano - Max
- Astrid Gruber - Octavia / Diana
- Manuel Salazar
- Juan Carlos Gardie
- Miguel Ferrari - Agustín
- Mirtha Pérez
- Alma Inglianni
- Betty Ruth - Altagracia
- Luis de Mozos
- Pedro Rentería
- Martín Lantigua - Clemente
- Herminia Martínez
- Cosme Cortázar
- Yanis Chimaras
- Eric Noriega
- Yajaira Paredes
- Jenirá Blanco
- Alberto Sunshine
- Beatriz Fuentes
- Javier Paredes
- Natalia Fuenmayor
- Joanna Benedek - Sandra
- Roxana Chacón - Daria